# راياتيا
راياتيا هي جزيرة أصغر من جزيرة تاهيتي التابعة لمجموعة جزر المجتمع التي هي جزء من بولينيزيا الفرنسية و التي بدورها هي تجمع لما وراء البحار تابع لدولة فرنسا و الواقعة في المحيط الهادئ.

## الإدارة
حكومياً الجزيرة تتكون من ثلاث تجمعات رئيسية هي :
- أوتوروا
- تابوتابواتيا
- تومارا

هذه التجمعات الثلاث أيضاً تتبع لجزر ليوارد التي هي جزء من جزر المجتمع في بولينيزيا الفرنسية.

## أعلام
- ستيفي توشنج هيو